# Étienne-Maurice Gérard
Étienne-Maurice Gérard, francoski maršal, * 1773, † 1852.